# La leggenda del cacciatore di vampiri
La leggenda del cacciatore di vampiri (Abraham Lincoln: Vampire Hunter) è un film del 2012 diretto da Timur Bekmambetov e con protagonisti Benjamin Walker, Mary Elizabeth Winstead, Rufus Sewell e Dominic Cooper. Il film è basato sul romanzo Abraham Lincoln, Vampire Hunter di Seth Grahame-Smith, che si è occupato personalmente anche della sceneggiatura. Tra i produttori del film figurano lo stesso regista Timur Bekmambetov e Tim Burton.

## Trama
Abramo Lincoln, il futuro presidente degli Stati Uniti, è un ragazzino che vive una vita dura ma onesta con i suoi genitori, Thomas e Nancy. Una notte, il ragazzo vede quello che scoprirà successivamente essere un vampiro di nome Jack Barts, attaccare sua madre, che nei giorni successivi muore per una strana malattia. Il ragazzo rimane solo con suo padre, al quale dice di aver visto la persona che l’ha avvelenata ma promettendo ad esso di non vendicarsi.
Il ragazzo però continua a meditare vendetta e rispetta la parola solo fino alla morte del padre, quando mette in atto il suo piano per uccidere Barts, scoprendo solo in combattimento la vera natura del suo avversario. Rischia di morire ma viene salvato da Henry Sturgess con il quale stringe un ottimo rapporto di amicizia. Sturgess rivela di essere un cacciatore di vampiri e insegna a Lincoln la storia del vampirismo, l'addestramento nel combatterlo e la guerra segreta contro di esso. 
Inviandolo a compiere diverse missioni a Springfield in Illinois, Abe trova lavoro presso l'emporio di Joshua Speed e continua con la doppia vita di cacciatore negli anni, combattendo con un'ascia rivestita con l'argento unico metallo in grado di uccidere i vampiri. Alla fine ottiene definitivamente vendetta verso Barts, ma scopre la natura vampiresca del suo amico Sturgess.
Affrontando Henry in un vicolo, Abe si fa rivelare da esso le ragioni del suo addestramento e del suo rancore. Secoli fa Adam, il primo vampiro e capo supremo, uccise la moglie di Sturgess e trasformò lui in vampiro. Scelta ben consapevole da parte sua poiché i vampiri non possono uccidersi a vicenda: solo gli esseri umani possono farlo. Quindi Henry non poteva vendicarsi di Adam.
Lincoln, comprendendo, risparmia Henry e continua la sua missione, nonostante il rischio e le conseguenze che questo comporta per lui e per chi gli sta vicino, tra cui la sua fidanzata e futura moglie Mary e il suo amico d'infanzia e in seguito collaboratore Will Johnson.
Depone, per un certo periodo, la sua ascia di cacciatore e diventa infine il grand'uomo che i libri di storia conoscono. Guida il paese attraverso la guerra di secessione e la lotta contro la schiavitù, da cui i vampiri traggono nutrimento e stabilità economica. Alla fine affronta Adam e tutti gli altri vampiri in uno spettacolare scontro finale sul treno per Gettysburg, dove è destinato un carico di munizioni fatte d’argento. Durante il combattimento Adam scopre che il treno era solo un'esca per distoglierlo da vero carico. Alla fine Abe e Will uccidono Adam e i suoi accoliti, mentre Mary e un altro gruppo, riescono a portare le munizioni a Gettysburg.
Con la vittoria della guerra e la minaccia dei vampiri in America sradicata, Abe consegna a Henry il suo diario personale nel quale ha trascritto le imprese della sua vita segreta, facendosi promettere che lo terrà sempre con sé. Una volta consegnato va con Mary al fatidico spettacolo al teatro Ford dove verrà assassinato.
Nella scena finale, ai giorni nostri, viene inquadrato Henry in un bar accanto a un ragazzo mentre gli dice le stesse parole che disse a Lincoln per la prima volta "Ci si ubriaca così quando si vuole dichiararsi a una ragazza o uccidere un uomo" e colpendogli la spalla fa cadere al ragazzo una pistola.

## Produzione
La produzione di un film basato sul romanzo di Seth Grahame-Smith Abraham Lincoln, Vampire Hunter venne annunciata nel marzo del 2010, quando Tim Burton e Timur Bekmambetov acquistarono i diritti cinematografici del libro. Lo sviluppo della sceneggiatura venne affidato all'autore stesso del romanzo Grahame-Smith. Nell'agosto del 2010 venne annunciato che Timur Bekmambetov si sarebbe occupato personalmente della regia del film. Il 3 ottobre 2010 la 20th Century Fox riuscì ad ottenere i diritti di distribuzione del film battendo così Paramount Pictures e Summit Entertainment dopo una combattuta asta al rialzo.
Le riprese del film sono iniziate nel marzo del 2011 in Louisiana. Il film è prodotto con un budget di 69 milioni di dollari e sarà prodotto in 3D.

### Casting

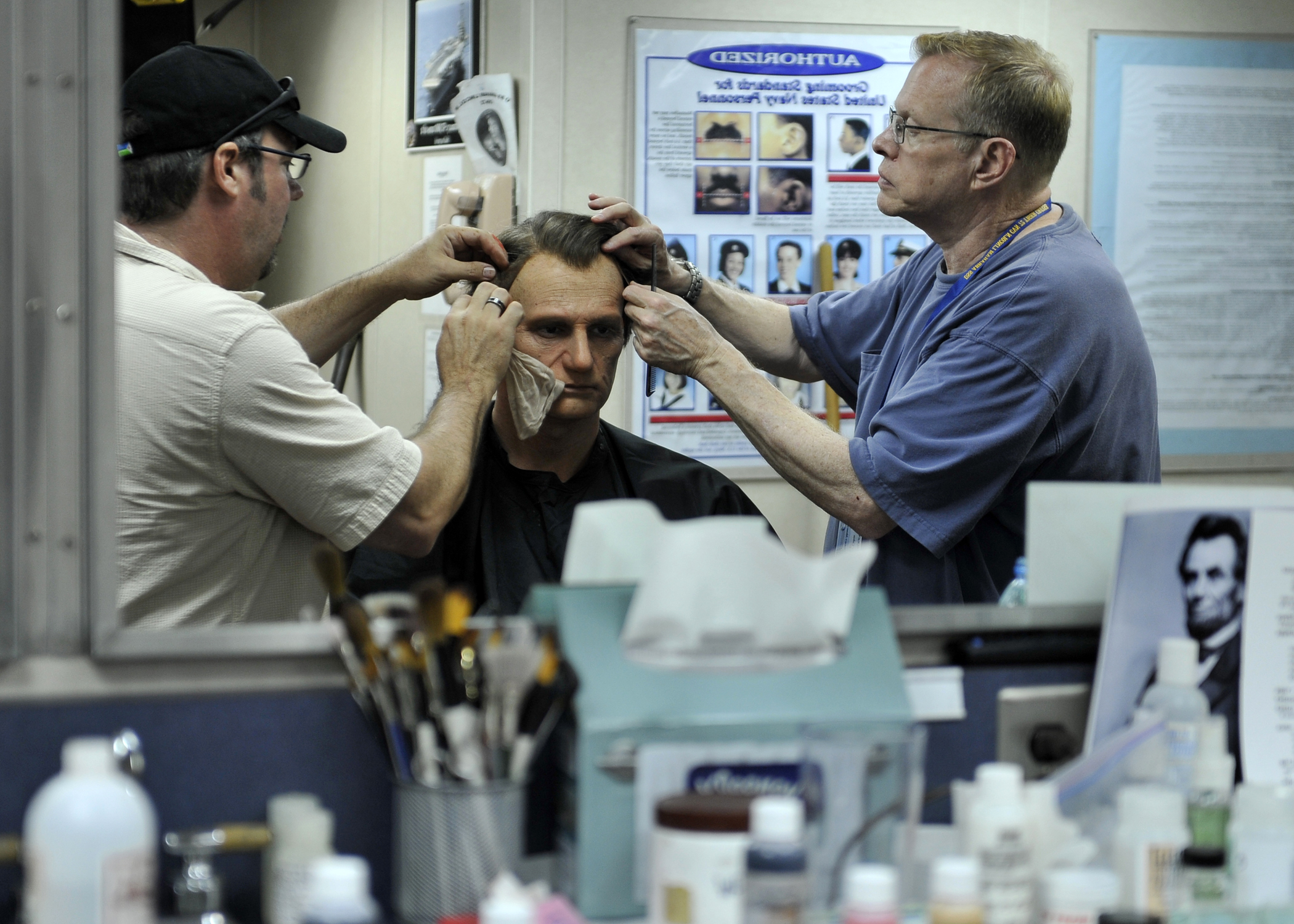
Benjamin Walker al trucco

Il casting del film iniziò nel dicembre del 2010. Il primo attore ad essere inserito nel cast fu Benjamin Walker che il 27 gennaio 2011 ottenne il ruolo del protagonista, battendo la concorrenza di attori come Adrien Brody, Josh Lucas, James D'Arcy e Oliver Jackson-Cohen. Nel febbraio dello stesso anno vennero scritturati anche gli attori Anthony Mackie e Dominic Cooper, nei ruoli di William Johnson e Henry Sturgess, Robin McLeavy nel ruolo di Nancy Hanks Lincoln, madre di Lincoln e Mary Elizabeth Winstead nel ruolo della moglie del presidente Mary Todd Lincoln. Nel mese di marzo si unì al cast Alan Tudyk, nel ruolo di Stephen A. Douglas e il 12 aprile venne aggiunto al cast anche Rufus Sewell nel ruolo di Adam, l'antagonista principale del film.

## Distribuzione
Il primo teaser trailer ufficiale del film è stato messo online il 13 febbraio 2012, seguito il giorno successivo dal trailer internazionale che presenta alcune scene inedite. Il secondo full-trailer è stato mostrato il 17 marzo in occasione del WonderCon 2012. Il poster italiano è stato diffuso il 24 febbraio 2012, e successivamente, il 20 aprile, è stato distribuito anche il trailer italiano. A maggio 2012 sono stati distribuiti altri due trailer in inglese: il 24 maggio è stato pubblicato da IGN il Red Band Trailer, mentre il 28 maggio, in occasione del Memorial Day, è stato diffuso dalla 20th Century Fox un ulteriore trailer. Il 18 giugno è stato infine diffuso online da Yahoo! Video un trailer musicale, nel quale si può ascoltare la canzone Powerless dei Linkin Park, il cui video mostra scene della band eseguire il pezzo alternate a spezzoni del film, di cui è appunto la colonna sonora.
Il film sarà distribuito nelle sale statunitensi a partire dal 22 giugno 2012, mentre in Italia l'uscita prevista per il 24 agosto, è stata dapprima anticipata al 18 luglio dello stesso anno, per poi essere definitivamente fissata al 20 luglio.

## Incassi
Nel suo weekend di apertura il film venne distribuito in 3109 sale, incassando 16.306.974 dollari e ponendosi al 3º posto nel box office statunitense. Al 22 gennaio 2013 il film aveva incassato 37.519.139 dollari negli Stati Uniti e 78.952.441 dollari nel resto del mondo, per un totale di 116.471.580 dollari in tutto il mondo.